# 포르쉐
포르쉐(독일어: Porsche AG 포르셰 악티엔게젤샤프트[*])는 독일의 슈퍼카 및 스포츠카 전문 제조 기업이다. 본사는 바덴뷔르템베르크주 슈투트가르트에 있다.

## 개요
포르쉐 자동차 제조사인 포르쉐 AG(Dr. Ing. h.c. F. Porsche AG)와 폭스바겐 AG가 대주주다. 포르쉐의 대표모델은 포르쉐 911이다. 1931년 오스트리아-헝가리 제국의 기술자였던 공학박사 페르디난트 포르셰에 의해 설립되었다. 주로 고성능 슈퍼카을 만들며 시장에도 진출했다. 페르디난트 포르셰 박사가 폭스바겐 비틀을 설계했고, 포르셰 박사의 외손자이자 페르디난트의 딸 루이제 포르셰의 아들인 페르디난트 피에히는 폭스바겐 그룹의 감독 이사회 의장을 맡고 있어서 시작부터 폭스바겐과 연관이 있는 회사이다. 매출 증진을 바탕으로 2008년에 폭스바겐을 자회사로 인수하려고 했으나, 그 해 미국에서 불어닥친 금융 경색에 따른 자금 압박과 은행 대출 이자를 감당하지 못하고 오히려 폭스바겐의 한 계열사로 편입되었다. 2012년 7월 5일에 폭스바겐이 포르쉐를 완전히 인수했다. 2008년에 폭스바겐을 인수하려고 했던 벤델린 비데킹 회장은 이에 따른 책임으로 회장직에서 물러났고, 창업자 페르디난트의 손자인 볼프강 포르셰가 회장직에 올랐다. 대한민국에서는 스투트가르트 스포츠카에서 공식 수입하여 판매했으나, 2014년 1월 1일 대한민국 현지법인 포르쉐코리아가 세워졌고 스투트가르트 스포츠카는 딜러 업체가 되었다. 2020년 현재 생산 및 시판중인 모델로 쿠페는 911, 718 박스터, 718 카이맨이 있고 SUV는 카이엔과 마칸이 있으며, 세단 파나메라, 그리고 전기차 타이칸이 있다. 911은 수평대향식 6기통 엔진을 차량 뒤편/미드십에 장착한다. 카이엔과 파나메라에 장착되는 커먼레일 디젤 엔진, 가솔린 하이브리드용 슈퍼차저 엔진, V6 가솔린 엔진은 폭스바겐 및 아우디와 엔진을 공용하고 포르쉐의 입맛에 맞게 세팅한다. 카이엔의 차체는 폭스바겐의 슬로바키아 브라티슬라바 현지공장에서 투아렉, Q7과 함께 제작되어 라이프치히 공장에서 조립을 끝냈으나, 3세대 카이엔부터는 차체 제작뿐만 아니라 조립도 브라티슬라바 현지공장에서 끝낸다. 카이엔과 파나메라에 달리는 V8 가솔린 엔진은 포르쉐 자체에서 만든다. 폭스바겐 비틀을 베이스로 만든 스포츠카인 356에 붙은 별명인 “점프하는 개구리”를 시작으로, 역사가 오래 된 모델인 911에 달린 후드에 튀어나온 둥근 라이트 때문에 포르쉐에서 나오는 차량들은 “개구리”라는 별칭이 있다.

## 사건 사고
현지시각 2017년 7월 27일 dpa통신과 BBC방송 등에 따르면 독일 교통부는 “포르쉐 카이엔 디젤 3.0 TDI 모델에서 배출가스 조작 장치가 발견됐다”며 “해당 모델 리콜 조치와 함께 인증을 취소한다”고 밝혔다. 리콜 규모는 독일 7500대를 포함해 유럽 전역에서 2만2000대 수준이다.

## 생산 중인 모델
- 911 (코드네임 992,8세대)
  - 911 카레라
  - 911 카레라 S
  - 911 카레라 S M/T
  - 911 카레라 카브리올레
  - 911 카레라 S 카브리올레
  - 911 카레라 4
  - 911 카레라 4S
  - 911 카레라 4 카브리올레
  - 911 카레라 4S 카브리올레
  - 911 카레라 GTS
  - 911 카레라 GTS 카브리올레
  - 911 카레라 4 GTS
  - 911 카레라 4 GTS 카브리올레
  - 911 타르가 4
  - 911 타르가 4S
  - 911 타르가 4 GTS
  - 911 GT3
  - 911 GT3 RS
  - 911 터보
  - 911 터보 카브리올레
  - 911 터보 S
  - 911 터보 S 카브리올레
  - 911 50 Jahre
  - 911 Black Edition
  - 911 GT2 RS

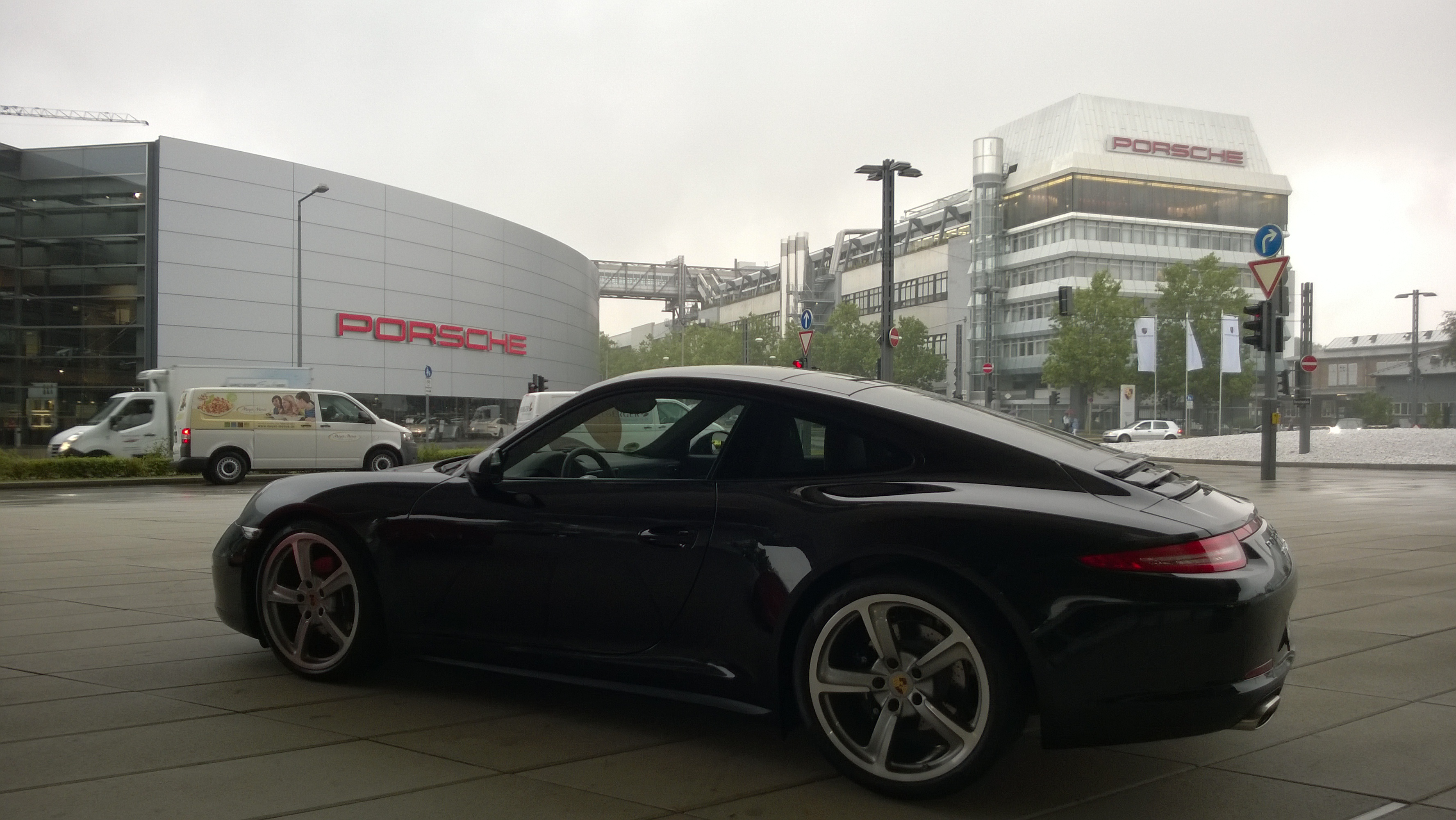
2014 포르쉐 911 카레라 4S

  - 911 스피드스터(영어는 길어서 한국어로)
  - 911 R
  - 911 T

- 박스터
  - 718 박스터
  - 718 박스터 S
  - 718 박스터 GTS
  - 718 박스터 스파이더
- 카이맨
  - 카이맨
  - 카이맨 S
  - 카이맨 R
  - 카이맨 GTS
  - 카이맨 GT4

- 카이엔
  - 카이엔
  - 카이엔 S
  - 카이엔 4S
  - 카이엔 S 디젤
  - 카이엔 S E-하이브리드
  - 카이엔 터보
  - 카이엔 터보 S
  - 카이엔 디젤
  - 카이엔 쿠페
  - 카이엔 터보 e하이브리드
  - 카이엔 터보s e하이브리드
- 마칸
  - 마칸
  - 마칸 S
  - 마칸 GTS
  - 마칸 터보
  - 마칸 디젤

- 파나메라
  - 파나메라
  - 파나메라 4
  - 파나메라 S
  - 파나메라 4S
  - 파나메라 터보
  - 파나메라 터보S
  - 파나메라 터보S e하이브리드
- 타이칸
  - 타이칸
  - 타이칸 4S
  - 타이칸 터보
  - 타이칸 터보S

## 단종된 모델
- 포르쉐 911 G
- 포르쉐 912
- 포르쉐 959
- 포르쉐 964
- 포르쉐 911(993)
- 포르쉐 996
- 카레라 GT
- 포르쉐 918
- 포르쉐 997
- 포르쉐 968
- 포르쉐 C88

## 같이 보기
- 페르디난트 포르셰(설립자)
- 페리 포르셰
- 페르디난트 피에히